# Якадзе
Якадзе (Yakaze, яп. 矢風) — ескадрений міноносець Імперського флоту Японії, який взяв участь у Другій світовій війні.
Корабель, який став третім (за датою закладання) серед есмінців типу «Мінекадзе», спорудили у 1920 році на корабельні компанії Mitsubishi в Нагасакі.
У 1932 році під час японо-китайського конфлікту, відомого як «Інцидент 28 січня», Якадзе здійснював патрулювання на Янцзи.
У 1937-му Якадзе переобладнали для дистанційного керування кораблем-ціллю. З нього зняли всі торпедні апарати та 2 чи 3 гармати головного калібру.
11 березня 1939-го корабель зіткнувся з підводним човном I-61, втім, це не призвело до якихось важких наслідків.
На момент вступу Японії у Другу світову війну Якадзе підпорядковувався 2-му військово-морському округу (2nd Naval District), він же військово-морський округ Куре (Kure Naval District). Певний час він використовувався для тренувань, а з 4 квітня по 5 травня 1942-го пройшов у Куре переобладнання в корабель-ціль. 20 травня Якадзе прибув до Токійської затоки, де на ньому відпрацьовували бомбові та торпедні атаки. З кінця червня корабель перевели до Омінато (важлива військово-морська база на північному завершенні Хонсю), де він продовжив свою службу як ціль для пілотів авіації. При цьому з 20 липня 1942-го Якадзе офіційно перестали класифікувати як есмінець.
Надалі через нестачу ескортних кораблів «Якадзе» могли залучати до супроводу конвоїв (наприклад, 5 листопада 1943-го він почав проводження танкерного загону з атола Трук у центральній частині Каролінських островів).
18 липня 1945-го під час нальоту на Йокосуку колишній есмінець зазнав пошкоджень та сів на ґрунт і в такому вигляді зустрів капітуляцію Японії. В 1948 році корабель пустили на злам.